# Монгрейн, Эрик
Эрик Монгрейн (фр. Erik Mongrain, род. 12 апреля 1980, Монреаль, Канада) — канадский композитор и гитарист, известный использованием в своей игре уникального стиля двуручного тэппинга. Эрик сам называет свой стиль Acoustic Instrumental Contemporary Music.

## Биография
Эрик Монгрейн начал самостоятельное изучение игры на гитаре в возрасте 14 лет. Свои первые уроки он брал на электрогитаре, слушая такие группы как Metallica и Nirvana, но быстро развил в себе интерес к акустической гитаре и к классической музыке, особый интерес он проявил к творению Иоганна Себастьяна Баха, что побудило его постичь самостоятельно нотную грамоту.
В возрасте 18 лет Эрик Монгрейн начал свои эксперименты с игрой на акустической гитаре в стиле теппинга (резкое прижатие струны пальцем правой руки) и позднее перешёл к стилю двуручного теппинга или «фортепьянной технике» (левая рука извлекает звук самостоятельно, без помощи правой). В этот период своего творчества он услышал впервые таких гитаристов как Дон Росс и Майкл Хеджес. Он о них отзывается так: «Для меня это было как откровение, наконец я нашёл свою нишу…»
Долгое время (около семи лет) Эрик играл на улице, зарабатывая этим на жизнь, побывал в качестве уличного музыканта во многих странах. В интервью немецкому журналу Akustik Gitarre он сказал: «тэппингу я научился на улицах США, Испании, Португалии, Бельгии и Франции».
Успех пришёл к нему лишь с мировой популярностью на видеопортале YouTube.
18-го июня 2006 года Эрик Монгрейн открыл свой YouTube канал и назвал его erikmongrain. По состоянию на январь 2017 год на канал подписано 25.4 тыс. пользователей.

## Дискография

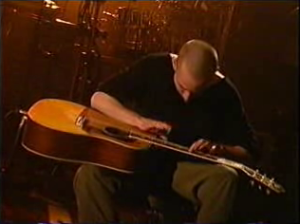
Эрик Монгрейн — 2005

- Forward (2012)
- Equilibrium (2008)
- Fates (2007)
- Un paradis quelque part (2005)
- Les pourris de talent (2005)